# 266 (عدد)
266 هو عدد صحيح طبيعي بين 265 و267

## في الرياضيات

### خصائص
- 266 عدد زوجي
- 266 عدد ناقص